# جرثومات معتزلة الرواسب
جرثومات معتزلة الرواسب (الاسم العلمي: Limnobacter) هي جنس من البكتيريا، سلبية الغرام، تتبع البيركهولدرات.